# Zeeaquarium
Een zeeaquarium is een aquarium waarin zoutwatervissen, ongewervelde zeedieren en koralen worden gehouden. Een zeewateraquarium kan ingericht zijn als koudwateraquarium (gekoeld) of tropische zeevisaquarium (verwarmd).

## Zeeaquaria
- Nederland
  - Burgers' Ocean in Arnhem
  - Sea Life Scheveningen
  - Oceanium in Rotterdam
  - Centrum voor Natuur en Landschap in West-Terschelling
  - Ecomare op Texel
  - Muzeeaquarium Delfzijl
  - Natuurcentrum Ameland
  - Zee Aquarium Bergen aan Zee